# Броніково (Великопольське воєводство)
Броніково (пол. Bronikowo) — село в Польщі, у гміні Сміґель Косцянського повіту Великопольського воєводства.
Населення — 516 осіб (2011).
У 1975-1998 роках село належало до Лешненського воєводства.

## Демографія
Демографічна структура станом на 31 березня 2011 року:
|          | Загалом | Допрацездатний вік | Працездатний вік | Постпрацездатний вік |
| -------- | ------- | ------------------ | ---------------- | -------------------- |
| Чоловіки | 263     | 58                 | 185              | 20                   |
| Жінки    | 253     | 59                 | 148              | 46                   |
| Разом    | 516     | 117                | 333              | 66                   |